# Siemens Desiro Classic
Die Siemens Desiro Classic sind dieselmechanische oder elektrische Nahverkehrstriebzüge, die von Siemens Mobility (vormals Siemens Transportation Systems) hergestellt wurden. Sie gehören zur Familie Siemens Desiro und werden in Europa und den USA eingesetzt.

## Technik

### Allgemein
Die Wagenkästen sind selbsttragend in Aluminiumbauweise ausgeführt. Die Fronten bestehen aus glasfaserverstärktem Kunststoff. Sie wurden in Sandwichbauweise gebaut und mit dem Wagenkasten verklebt. Unter der Frontscheibe befindet sich eine Matrix-Zugzielanzeige. In der Mitte befinden sich je nach Bauart ein bis vier Jakobsdrehgestelle, diese sind – wie auch die an den Fahrzeugenden befindlichen Antriebsdrehgestelle – luftgefedert. Ein Fahrgastübergang wird über einen Faltenbalg ermöglicht.

### Dieseltriebzüge
Die Dieseltriebwagen sind bis auf die Antriebstechnik, abgesehen von Details wie den Fahrzeuggeräten der Zugbeeinflussung und bestellerabhängigen Unterschieden der Inneneinrichtung, mit den Elektrotriebwagen praktisch identisch. Der Wagenboden über dem Jakobsdrehgestell liegt zwei Stufen über den niederflurigen Böden, eine weitere Stufe trennt den Mittelgang von den dem Gelenk benachbarten Sitzgruppen.
Die beiden autarken, dieselmechanischen Antriebsanlagen sitzen jeweils unter den Hochflurbereichen zwischen Einstieg und Antriebsdrehgestell. Sie bestehen aus je einen Sechszylinder-Dieselmotor mit Abgasturboaufladung und Ladeluftkühlung und einem mechanischen 5-Gang-Automatikgetriebe mit Anfahrwandler und integriertem Retarder. Die Kraftübertragung erfolgt über Gelenkwellen und Radsatzwendegetriebe auf die beiden Antriebsachsen. Durch die Verwendung von Großserienkomponenten aus dem Autobusbau konnte eine hohe Verfügbarkeit erreicht werden.

### Elektrotriebzüge
Die elektrischen Einheiten in Slowenien und Bulgarien sind wagenbaulich ebenfalls nahezu gleich. Die Einstiege der Endwagen sind im Vergleich mit den Dieseltriebwagen in Richtung Gelenk verschoben, damit sind die Niederflurbereiche in den Endwagen kürzer. Die Mittelteile der dreiteiligen Einheiten sind mit Ausnahme der Endabteile durchgehend niederflurig, das betrifft auch die mittleren Teile der griechischen, fünfteiligen Einheiten. Wegen des freigehaltenen Einbauraumes für Fahrmotoren liegt der Wagenboden über den Jakobsdrehgestellen bei den elektrischen Einheiten auf derselben Höhe wie an den Enden der Einheiten, der Höhenunterschied wird mit drei Stufen überwunden. Erkennbar ist das auch von außen, wegen der höheren Wagenböden über den Jakobsdrehgestellen sind die Fenster an den Gelenken deutlich kleiner.
Die Endwagenkästen der griechischen Einheiten der Reihe 460 sind nur an den Einstiegen niederflurig.

## Einsatz

### Deutschland

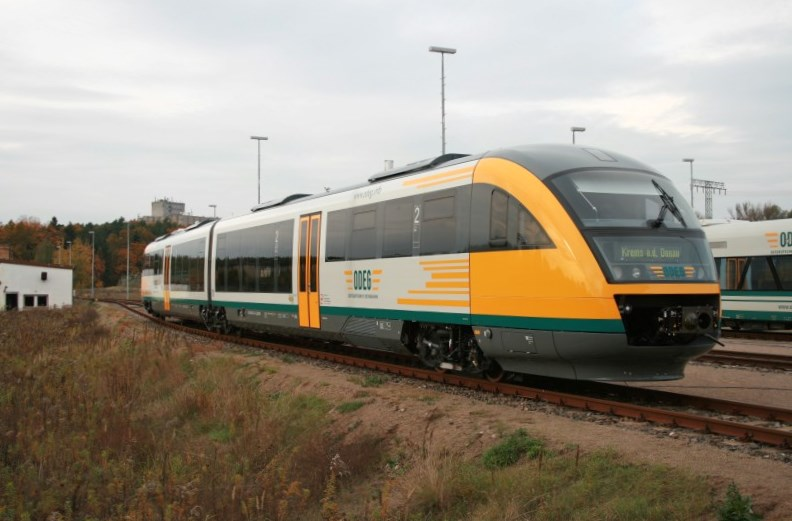
Desiro Classic werden auch bei der ODEG eingesetzt.

Im Juni 1996 bestellte die DB Regio 150 zweiteilige Dieseltriebwagen des neuen Typs. Zwei Jahre später war der erste Zug fertiggestellt. Insgesamt 232 zweiteilige Dieseltriebwagen wurden an die DB ausgeliefert und in die Baureihe 642 eingereiht. Weitere Züge wurden von Bahnen wie der ODEG, der Länderbahn oder von Transdev beschafft. Durch Ausschreibungen mit Forderungen nach Neufahrzeugen reduziert sich der Bestand.
Im Jahr 2003 wurde ein Triebwagen aus der laufenden Produktion entnommen und als Messwagen für ETCS umgebaut. Der Triebwagen mit der Bezeichnung VT 1.0/1.5-ETCS wird unter anderem für Testfahrten auf Neubaustrecken verwendet.

### Österreich
Die ÖBB vergaben 2003 einen Auftrag für zwanzig Dieseltriebzüge. Siemens gewann mit dem Desiro Classic und lieferte nach Optionseinlösungen bis 2008 insgesamt 60 Einheiten. Die Wagen der Reihe 5022 bilden die einzige niederflurige Baureihe von Dieseltriebzügen in Österreich und werden landesweit auf nicht elektrifizierten Strecken eingesetzt.
Die Züge werden inzwischen modernisiert und im cityjet-Design lackiert.

### Bulgarien
Die staatliche BDŽ erhielt drei Varianten des Desiro Classic. Ab 2005 wurden 25 zweiteilige Dieselzüge der Baureihe 10 geliefert. Anschließend folgten 15 dreiteilige und 10 vierteilige Elektrotriebzüge der Baureihen 30 und 31.

### Dänemark

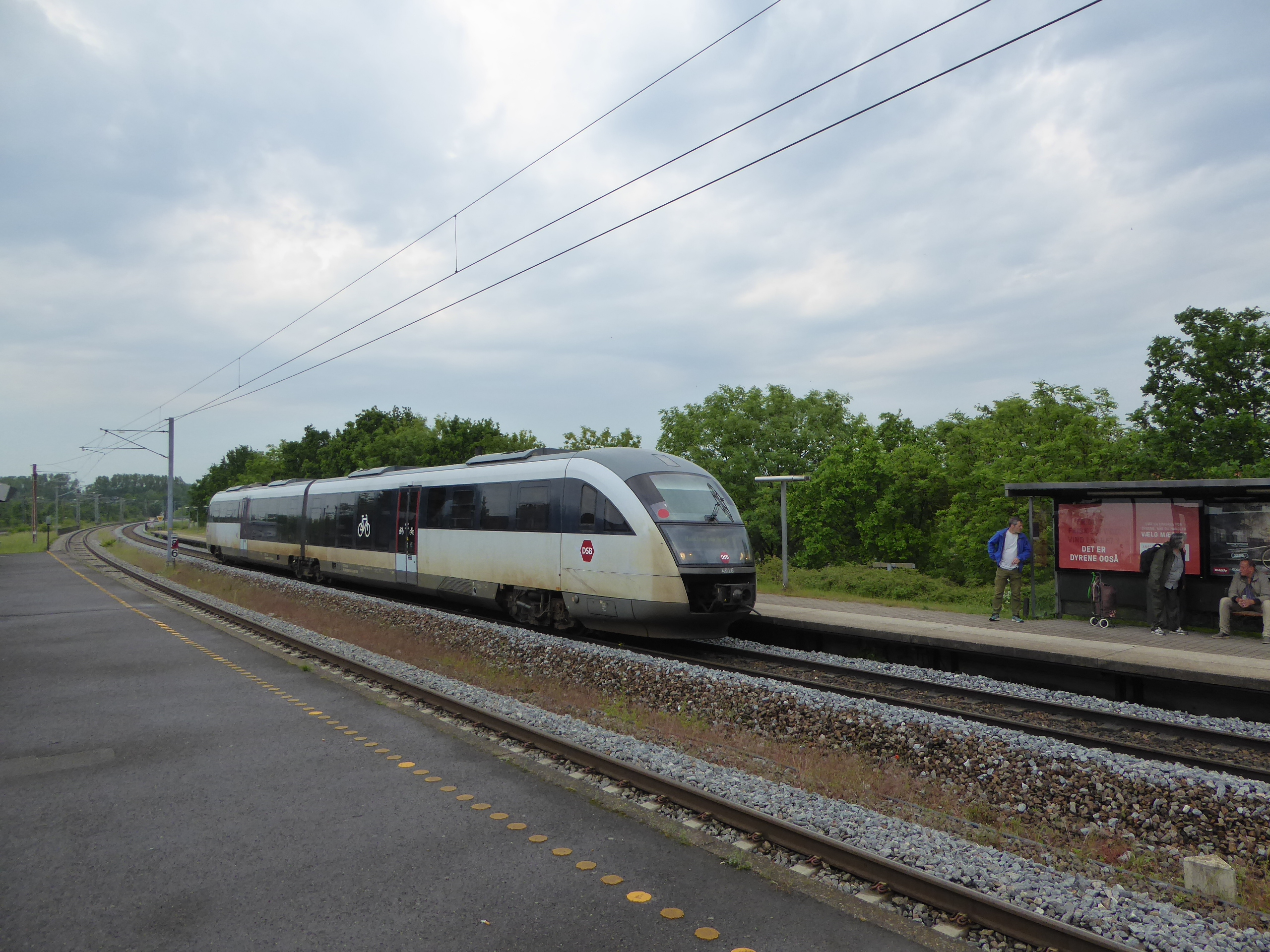
Desiro Classic in Dänemark

28 Dieseltriebzüge wurden nach Dänemark geliefert. Dort kommen sie in Diensten der DSB und von Privatbahnen auf Nebenbahnen zum Einsatz. Arriva setzt beispielsweise einige Züge auf der Bahnstrecke Odense–Svendborg ein.

### Griechenland
Für die Elektrifizierung ihrer Hauptstrecke von Athen nach Thessanloniki zur Olympiade 2004 benötigte die OSE Elektrotriebzüge. Siemens sollte zusammen mit der Werft Hellenic Shipyards 20 fünfteilige Desiro Classic der Baureihe 460 liefern. Da sich die Elektrifizierung und die Produktion der Züge verzögerten, wurden kurzfristig acht zweiteilige dieselmechanische Desiro Classic der Baureihe 660 gefertigt, die nach den Olympischen Spielen 2004 nach Ungarn verkauft wurden.

### Rumänien
Die staatliche Căile Ferate Române erhielt 120 Dieseltriebzüge. Die Züge wurden in Krefeld-Uerdingen und vor Ort in Rumänien produziert.

### Slowenien

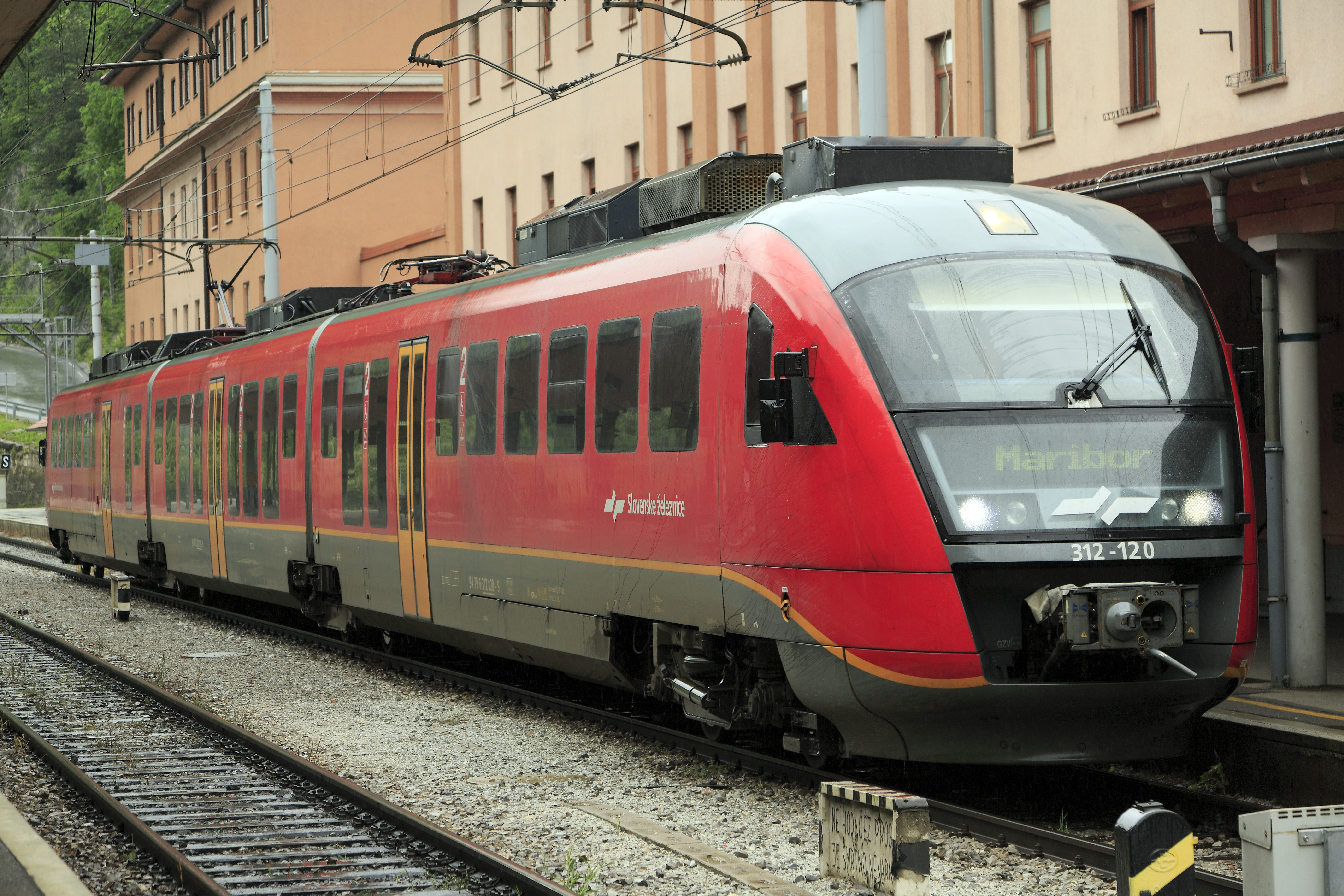
Elektrischer Desiro Classic in Slowenien

Die staatliche Slovenske železnice beschaffte um die Jahrtausendwende elektrische Desiro Classic der Baureihe 312. Zehn zweiteilige und zwanzig dreiteilige Züge wurden gebaut.

### Ungarn
Die MÁV besitzen 31 mit den DB-Fahrzeugen nahezu baugleiche Züge der Baureihe 426. Davon wurden 23 Einheiten zwischen 2002 und 2006 neu erhalten, und 8 weiteren in 2009 von der Griechischen Staatsbahn OSE übernommen.

### USA

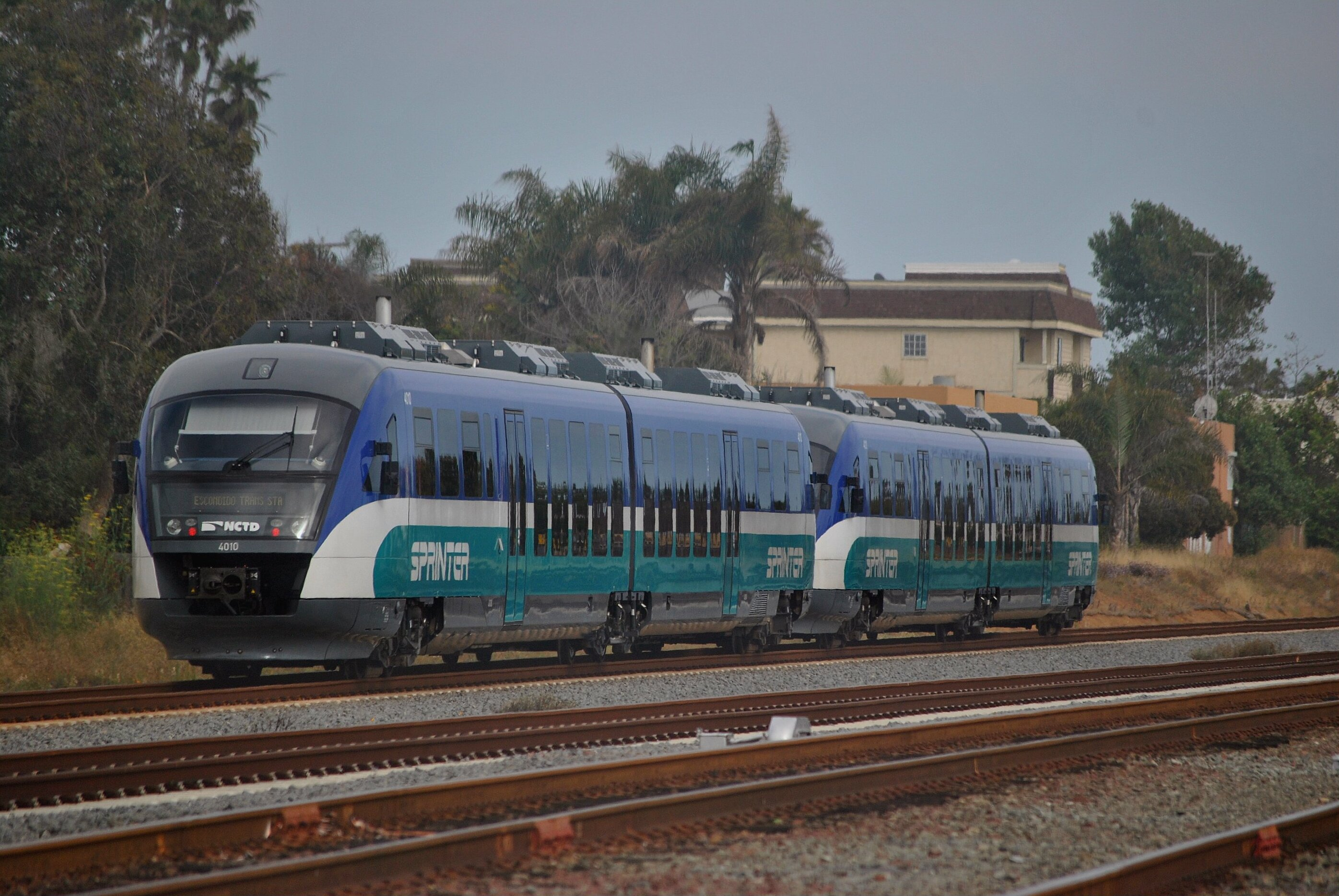
Einsatz in den USA

Für die SPRINTER-Strecke von Oceanside nach Escondido in Kalifornien wurden 2006 und 2008 insgesamt zwölf dieselmechanische Desiro Classic beschafft.